# He Could Be The One (episodio de Hannah Montana)
Cronológicamente es el episodio número 73 de la serie en USA ya que el episodio de No sugar, sugar de la segunda temporada no fue transmitido nunca, sin embargo en varias partes del mundo si se transmitió así que técnicamente es el episodio número 74 de la serie y el número 18 de la tercera temporada. Transmitido oficialmente el 5 de julio de 2009.

## Trama
Parte 1
Secretamente Miley lleva tres semanas de relación con Jake Ryan. Ni Robbie, ni Oliver ni Lily saben algo al respecto. Sin embargo, la historia se complica cuando el guitarrista de Hannah, llamado Jesse (Drew Roy), la invita a salir durante uno de los ensayos donde Oliver y Lilly se encuentran presentes, pero Hannah rechaza salir con él. Lilly, sorprendida, le pregunta por qué rechazó a Jesse si es muy guapo, ella le responde que por qué su papá le pidió no salir con nadie, pero en ese momento suena el celular de Miley, aunque ella no contesta, entonces Lilly sospecha, entonces suena otra vez y Lilly le quita el celular a Miley y contesta, en ese momento Lilly se entera de que Miley está saliendo otra vez con Jake, en ese momento les confiesa a ella y Oliver que ya tienen tres semanas de novios y que lo había mantenido en secreto porque su papá no iba a aceptarlo después de todo lo que había pasado entre ellos, sin embargo ya tiene un plan en marcha para mejorar la imagen de Jake con su papá, el cual desafortunadamente no tiene éxito.
En un nuevo intento Miley le prepara a Robbie su platillo favorito y usa para vestirse el suéter del gatito rosa que su padre le regaló para su cumpleaños, para después mirar una película sobre una situación similar a la suya con la esperanza de que Robbie acepte a Jake, sin embargo todo fracasa y finalmente Jake no puede resistir más el ocultar su relación con Miley por lo que decide confesarle a Robbie lo que está pasando entre ellos, Robbie toma muy mal la noticia y se enoja con Miley.
Miley intenta de todo por contentar a su papá pero él está muy enojado por el hecho de que Miley le hubiera ocultado la verdad. Después durante uno de los ensayos Jessie rompe con su novia de una manera poco sutil lo que hace enfadar a Robbie y este le llama la atención, en ese momento a Miley se le ocurre fingir una atracción hacia Jessie para que de esta forma Robbie odie más a Jessie (Drew Roy) que a Jake, pero Robbie se da cuenta del plan y se lo dice a Hannah enfrente de Jessie (Drew Roy). Miley encara a su papá diciéndole que no va a dejar de salir con Jake, finalmente se contentan y aprueba que Miley y Jake sigan saliendo.
Después Hannah va a disculparse con Jesse por lo sucedido y empiezan a practicar y a componer una canción sobre Jake (la canción He could be the one), esto hace que se despierte un sentimiento hacia Jessie (Drew Roy) de parte de Miley.
Más tarde en casa de Miley, ella le canta la canción que compuso para Jake pero mientras la cantaba su atracción por Jesse (Drew Roy) se hizo presente y empezó a verlo a él en vez de a Jake, esto pone a Miley en una situación sentimental muy difícil por lo que al término de la canción ella se pone sentimental y Jake la abraza y le dice que todo está bien que ama la canción y ama que la haya escrito solo por él. Miley le dice que si eso fue lo que hizo, pero en su mente sabe bien que se encuentra en medio un gran dilema. Cuando Miley ya no sabe que hacer su padre le muestra un video que al parecer su madre le había grabado antes de morir, en el video su madre le decía que el chico que verdaderamente importa es el que la quira ver feliz. Con eso Miley se pone a pensar y descubre que al chico que de verdad ama es a Jake. Luego Miley vestida como Hannah va a explicarle a Jessie (Drew Roy) porque escogió a Jake y no a él, y Jessie (Drew Roy) le dice que esta todo bien y que vaya a ver a Jake y eso es lo que Hannah hace. En su casa Miley le envió un mensaje de texto a Jake para que fuera a verla y cuando Jake aparece Miley no se resiste y va a abrazarlo y al final del episodios se ve a Robbie abrazando a Jake demostrando que aprueba que este saliendo con Miley. También al final se toca la canción he could be the one junto con mostrarse partes de episodios donde Jake y Miley están juntos.
Así termina el episodio.
Parte 2
El episodio empieza donde terminó el anterior, Jake abrazando a Miley al final de la canción. Jake feliz le dice que finalmente todo está bien entre ellos y está funcionando pero Miley sabe bien que eso no es así ya que siente algo por Jake lo que se empieza a poner nerviosa durante la conversación haciendo sin querer referencias a Jessie por lo que le pide a Jake que se vaya.
Después de eso Miley le llama a Lilly para pedirle que vaya a su casa con Código Rojo lo que significa que tiene que llegar inmediatamente y así lo hace. Cuando llega le dice a Lilly sobre lo que está pasando con Jessie pero Miley asegura que podrá controlarse a sí misma, sin embargo Lilly le hace una prueba a Miley con una cerámica que finja que es Jessie pero ella descontroladamente lo besa, con lo cual dejó muy claro que no podrá controlarse si ve a Jessie.
Durante el siguiente ensayo Miley hace que todos usen cabezas de botarga para evitar ver a Jessie pero las cosas no salen bien y finalmente Hannah le confiesa a Jessie que siente algo por él, pero que no hará nada al respecto puesto que está enamorada de Jake ya que ellos tienen una larga historia pero durante la plática ella y Jessie casi se besan pero ella se detiene y le dice que no está bien aunque de verdad quiere besarlo, en ese momento Jake llega y escucha lo que dijo Hannah y le dice que creía que lo amaba pero que ya no estaba seguro de que fuese así, cuando se decidiera que se lo dijera, Jessie le dice lo mismo.
Ese día en la noche Miley se encuentra lidiando con su dilema viendo dos fotos una de Jake y otra de Jessie, Robbie entra a su cuarto y Miley le confiesa lo que está pasando, el sin poder darle un buen consejo le muestra un video de la mama de Miley donde le explica a ella que en caso de que tuviera un dilema como ese que lo que tiene que hacer es escuchar a su corazón y todo saldrá bien.
Miley se pone a reflexionar y a pensar, en eso una ráfaga de viento llega y hace caer en las piernas de Miley la foto de Jessie ella se queda mirando a la foto y exclama un woow de sorpresa. Ya lo ha decidido.
Al día siguiente se encuentran ella y Jessie platicando cuando finalmente le confiesa su decisión: Jake Ryan es el elegido, ella le explica lo que pasó y que de verdad lo siente ya que hay algo muy especial entre ella y Jake, él le dice que no hay ningún problema que vaya con él, ella se despide de Jessie.
Miley le envía un mensaje a Jake para que vaya a su casa, al llegar a ella Jake le dice que recibió su mensaje, que si se decidió por él o por Jessie pero antes de que pudiera terminar de hablar Miley salta de felicidad con él lo abraza y se caen los dos. Después de eso durante los créditos aparecen escenas de los capítulos anteriores en los que Jake Ryan ha aparecido y en una escena final muestra a Robbie Ray y a Jake Ryan saludándose con un abrazo.
Así termina el episodio.

## Curiosidades
- El título de este episodio es el mismo que una canción de Hannah Montana.

- Es el segundo episodio de la serie en ser dividido en 2 partes.

- Primer episodio de la serie en superar la barrera de los 23 minutos de episodio real, llegando a más de 28 minutos reales de episodio.

- Es el episodio que más referencias tiene de varios episodios a lo largo de la serie.

- Comercialmente lanzaron dos finales para el mismo, en uno Miley elige a Jake y en el otro inédito Miley elige a Jesse a la vez que le confiesa su secreto y así confundir más a la audiencia.

## Personajes del episodio
- Miley Stewart:Hannah Montana (Miley Cyrus)
- Lilly Truscott: (Emily Osment)
- Oliver Oken: (Mitchel Musso)
- Jackson Stewart: (Jason Earles)
- Robbie Ray Stewart: (Billy Ray Cyrus)
- Rico Suave: (Moises Arias)
- Jake Ryan: (Cody Linley)
- Jesse: (Drew Roy)

- Datos: Q48406657